# Equipació del Futbol Club Barcelona
L'equipació del Futbol Club Barcelona és la utilitzada pels seus jugadors i jugadores a les competicions.

## Història i evolució
L'equipació titular utilitzada pel club és dels colors blau i grana. Existeixen diverses teories sobre les causes que van portar als fundadors del club a escollir aquests colors, encara que no n'hi ha cap que estigui suficientment contrastada com per ser considerada vàlida.
La versió més estesa assenyala que va ser el mateix Joan Gamper, fundador de club, qui va decidir els colors. De fet, està comprovat que en el primer partit de futbol que Gamper va disputar a la ciutat de Barcelona abans de la fundació de club, ja va vestir aquests colors. S'afirma que Gamper va escollir aquests colors per ser els que identificaven el FC Basilea, equip suís en el qual Gamper havia jugat abans d'arribar a Barcelona, ja que s'havia fet soci del FC Basilea el 1896, vestint de blaugrana per primera vegada tres anys abans de fundar el Barça. La teoria que Joan Gamper es va inspirar directament en els colors del seu antic equip suís a l'hora d'escollir els del Barça és una de les més raonables i fonamentades, però tot i així no hi ha cap prova documental que ho avali i d'altra banda ha de coexistir amb moltes més. Sobre l'origen dels colors blau i grana del FC Barcelona, el diari La Vanguardia publica un article el 4 de novembre de 2008, en el qual informa que gràcies a l'hemeroteca digital del mateix diari i a les seves recentment estrenades noves tècniques de recerca, una llum nítida s'estén sobre el misteri. Es tracta del testimoni en forma d'article de Narcís Masferrer, que va ser publicat a La Vanguardia en l'edició del dia 29 de novembre de 1924. En aquest dia, el qual és el 25 aniversari de la fundació del FC Barcelona i en el qual Joan Gamper està exercint de president de club en el seu cinquè mandat, Narcís Masferrer, amic de Gamper i que va ser periodista i fundador de Los Deportes i el Mundo Deportivo i redactor de la Vanguardia, a més d'haver estat vicepresident del FC Barcelona (1909-10) i president de la Federació Catalana de Futbol (1913) i intervenir en la creació del Comitè Olímpic Català i més tard a la del Comitè Olímpic Espanyol, relata amb precisió i redacta com si estigués en aquell moment, la reunió fundacional del club del 29 de novembre de 1899, que es va efectuar a la sala d'armes del Gimnàs Solé, de la qual va ser testimoni presencial d'aquesta. Sobre l'assumpte de l'elecció dels colors blau i grana, Masferrer diu en l'article: «Es va tractar extensament del nom i colors que adoptaria el club, quedant acordat, com a títol de la societat és de Football Club Barcelona i els colors els blau i grana, que són, sinó estem equivocats, els mateixos de l'FC de Basilea, a què ha pertangut fins fa poc l'ex campió suís Hans Gamper, el nostre estimat amic ».
També es va especular amb la possibilitat que Gamper escollís aquests colors per ser els de l'escut del cantó suís de Ticino, encara que l'única relació de Gamper amb aquest regió era que allà residia la seva germana Rosa. Les dues hipòtesis no han aconseguit una prova concloent per ser considerades com a certes.
Una altra versió indica que els colors van ser proposats per Otto Maier, un dels fundadors de club, en honor dels colors de l'escut de la població alemanya de Heidenheim, la seva localitat natal. També hi ha hipòtesis no demostrades que afirmen que els fundadors de l'entitat es van inspirar en els colors dels llapis de comptabilitat que s'utilitzaven a l'època, que tenien el color vermell i blau a cada extrem; o la que sosté que la mare dels germans Comamala va distribuir faixes blaves i vermelles per poder distingir als jugadors quan encara no tenien uniforme.
Finalment, una versió amb gran ressonància històrica és la llegenda popular que els colors són simbòlics de l'origen fenici-cartaginès de la ciutat de Barcelona, fundada el 230 aC com a "Barcino" pel Rei Amílcar Barca de Cartago, pare d'Hanníbal Barca i Àsdrubal Barca, enemics a mort de l'Imperi Romà. Segons aquesta versió romàntica, el color blau representa el mar Mediterrani i els èpics viatges d'exploració dels grans navegants fenicis i el color vermell-morat representa la porpra real o porpra de Tir, ciutat fenícia (avui Líban), on els confeccionadors de tèxtils i indumentària extreien el colorant morat de la petxina del caragol marí Murex brandaris, un gènere de mol·luscs de la família Muricidae. Els fenicis també feien un tint entre porpra i indi, el qual era fabricat a partir d'una espècie molt semblant de caragol de mar anomenada Murex trunculuus, comunament conegut com a corn amb pues.
En qualsevol cas, no s'ha pogut donar una explicació fiable del perquè el club ha emprat aquests colors des de la seva fundació.
De la combinació dels colors blau i grana prové el sobrenom de «blaugrana» amb el qual es coneix als jugadors i aficionats de club. Aquests colors sempre han estat presents a la samarreta titular de l'equip. No obstant això, durant els deu primers anys, els pantalons van ser de color blanc, més tard negres, i des de la dècada de 1920, blaus. A la temporada 2005/06 l'equip va vestir pantalons color grana, cosa inèdita fins al moment, a causa de motius comercials. La temporada 2011/12 la innovació en la primera equipació és que la samarreta té les ratlles verticals més fines de la història.
El primer equip de futbol del club era un dels pocs equips que no portaven publicitat en l'espai central de la samarreta, amb l'excepció de dos partits amistosos disputats al Japó el 1990 en els quals l'equip blaugrana va mostrar el logotip de Japan Airlines per imposició dels organitzadors. Traient aquesta excepció, l'any 2006 el club va acordar amb Unicef portar la seva imatge en l'espai central de la samarreta. Aquesta forma de patrocini és insòlita en el futbol professional, ja que no percep cap tipus de benefici econòmic a canvi de lluir el logotip. Per contra, el club donava un milió i mig d'euros anuals a projectes promoguts i organitzats per aquesta ONG. Sí rep quantiosos ingressos per lluir els logotips de Nike a la samarreta i pantalons, i el logotip de TV3 en una de les mànigues de la samarreta. La temporada 2003-04, el primer equip de futbol va portar la publicitat del Fòrum Universal de les Cultures, que es va celebrar el 2004 a Barcelona, en una màniga de la samarreta. Els equips de bàsquet, handbol i hoquei patins sí llueixen publicitat en l'espai central de les seves samarretes.

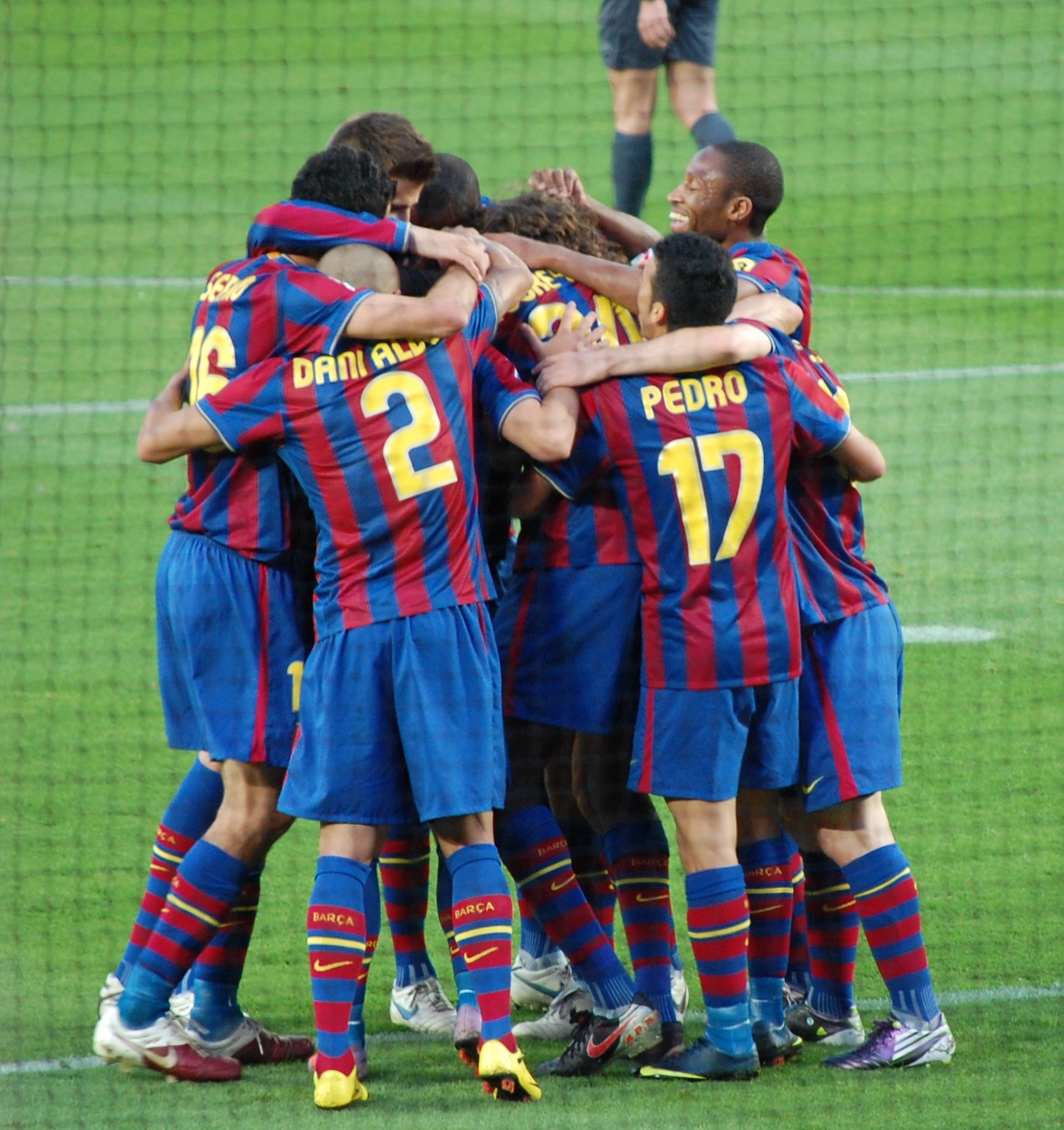
Els jugadors del FC Barcelona celebrant el títol de Lliga en la temporada 2009/10.

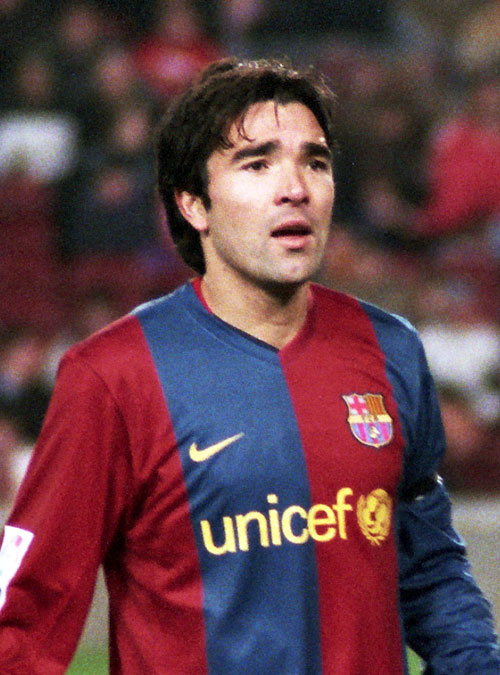
Deco duent la samarreta del FC Barcelona amb el logotip de l'UNICEF, 2006

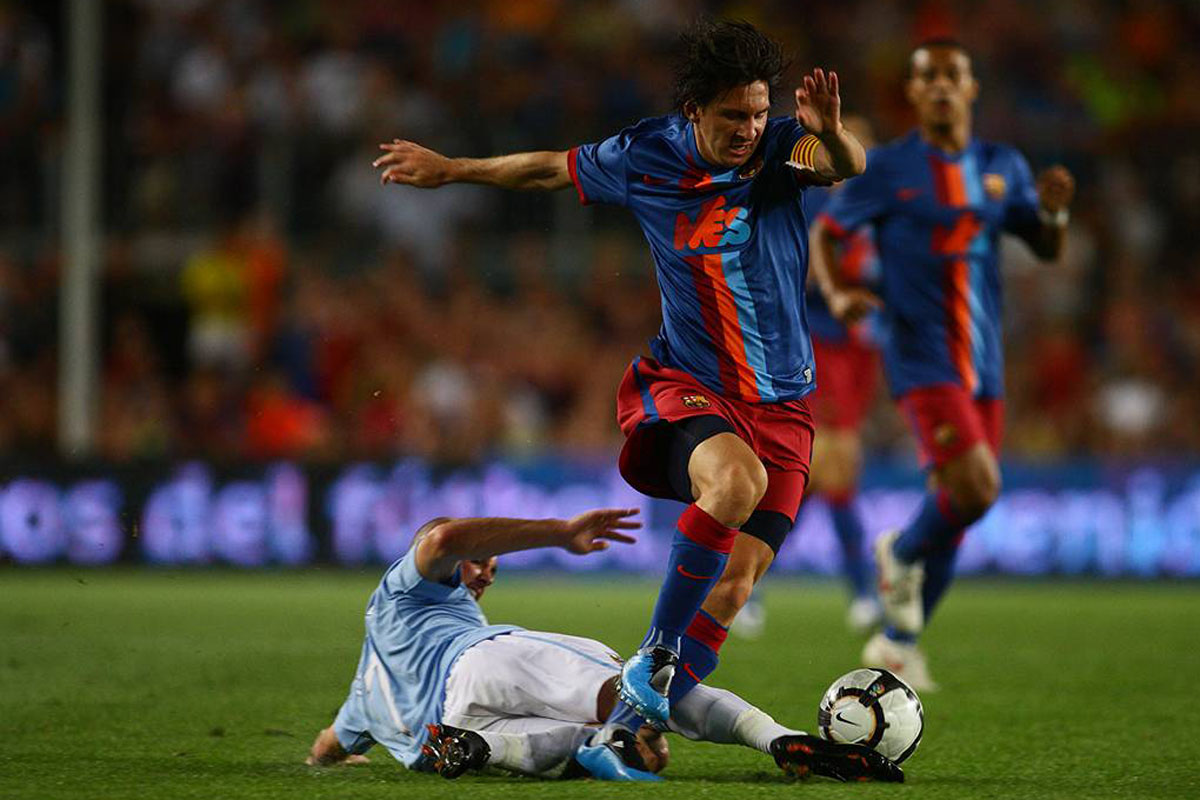
Leo Messi, portant l'equipació alternativa per al Torneig Joan Gamper de 2009

El FC Barcelona va ser el primer equip d'Espanya, que va incloure una bandera no espanyola a la samarreta, en aquest cas la Bandera de Catalunya, durant el mandat presidencial de Joan Laporta a la temporada 2005/06. Aquesta acció, que va començar com una mostra de catalanitat per part del FC Barcelona. Des de la temporada 2005/06 fins a l'actualitat, les equipacions porten sempre la senyera, en diferents mides i posicions, segons la temporada, que es complementa amb el braçalet de capità que també és la bandera catalana.
El Barça va lluir des del 14 de març de 2010, en un partit de lliga de la temporada 2009/10 contra el València, fins al 12 de desembre de 2010, en un partit de lliga de la temporada 2010/11 contra la Reial Societat, el logotip de Campió de Món de Clubs de Futbol. El FC Barcelona va tenir l'honor de portar aquest logo, a causa del permís que dona la FIFA, al campió del món durant el seu regnat, que en el seu cas va ser el de la Copa de 2009 al derrotar el Club Estudiantes de la Plata per 2-1.
El logo de Campió de Món de Clubs de Futbol té aspecte entre daurat i platejat, depenent com incideixi sobre el la llum, que reflecteix com un metall. A l'aconseguit pel FC Barcelona, hi ha la representació gràfica de la Copa del Món i la inscripció FIFA WORLD CHAMPIONS 2009. Va ser col·locat a la samarreta de l'equip en la seva part davantera, entre l'escut i el logotip de Nike. Sent una samarreta històrica per als aficionats, la FCBotiga, situada al Camp Nou, l'any 2010 va incorporar-lo a 60.000 samarretes.

## Equipació alternativa
Atès que en un partit, els colors que llueixen els dos equips poden tenir coincidència de colors, ja sigui de forma total o parcial en el seu uniforme si tots dos utilitzen la seva indumentària titular, creant confusió a l'àrbitre, espectadors o entre els mateixos jugadors per diferenciar a quin equip pertany el jugador, es van crear les equipacions alternatives, que tracten d'eliminar aquests problemes. S'utilitzen aquestes quan sol donar-se aquesta circumstància i majoritàriament la vesteix l'equip visitant, encara que no sempre, ja que hi ha hagut vegades que ha estat l'equip local el que ha canviat al seu equipació alternativa.
El FC Barcelona disposa d'uniforme alternatiu o segona equipació a nivell oficial des de l'any 1913, quan es van triar el color blanc per la samarreta i el blau per als pantalons. Aquesta equipació va durar més de seixanta anys, des de l'any 1913 fins a la temporada 1975/76, en què va entrar en escena una samarreta groga amb una franja blaugrana en diagonal.
Durant els anys 1980, Meyba que era el proveïdor, va utilitzar per a la segona equipació els colors: groc, blau i vermell, en les diferents samarretes amb una franja vertical blaugrana en el seu costat dret. A principis dels anys 90, Meyba va utilitzar la samarreta de color taronja. Des de l'estiu de l'any 1992 fins a la temporada 1997/98 Meyba va ser substituït per Kappa i els colors es van anar variant de samarreta i pantalons, utilitzant el verd, el blau, el taronja i el gris platejat.

## Patrocini
| Proveïdor de l'uniforme                                                |
| - 1960–1982 Mont-Halt - 1982–1992 Meyba - 1992–1998 Kappa - 1998– Nike |

| Patrocinador principal |
| - 2006–2011 UNICEF - 2011–2013 Qatar Foundation - 2013–2017 Qatar Airways (€30m/any) - 2017–2022 Rakuten (€55m/any) - 2022– Spotify |

| Patrocinador secundari |
| - 2003–2004 Fòrum Barcelona 2004 (màniga esquerra) - 2004–2013 TV3 (màniga esquerra) - 2011–2022 UNICEF (posterior de la samarreta) - 2014–2021 Beko (màniga esquerra) - 2022– ACNUR (posterior de la samarreta) - 2023– Ambilight TV (màniga esquerra) |

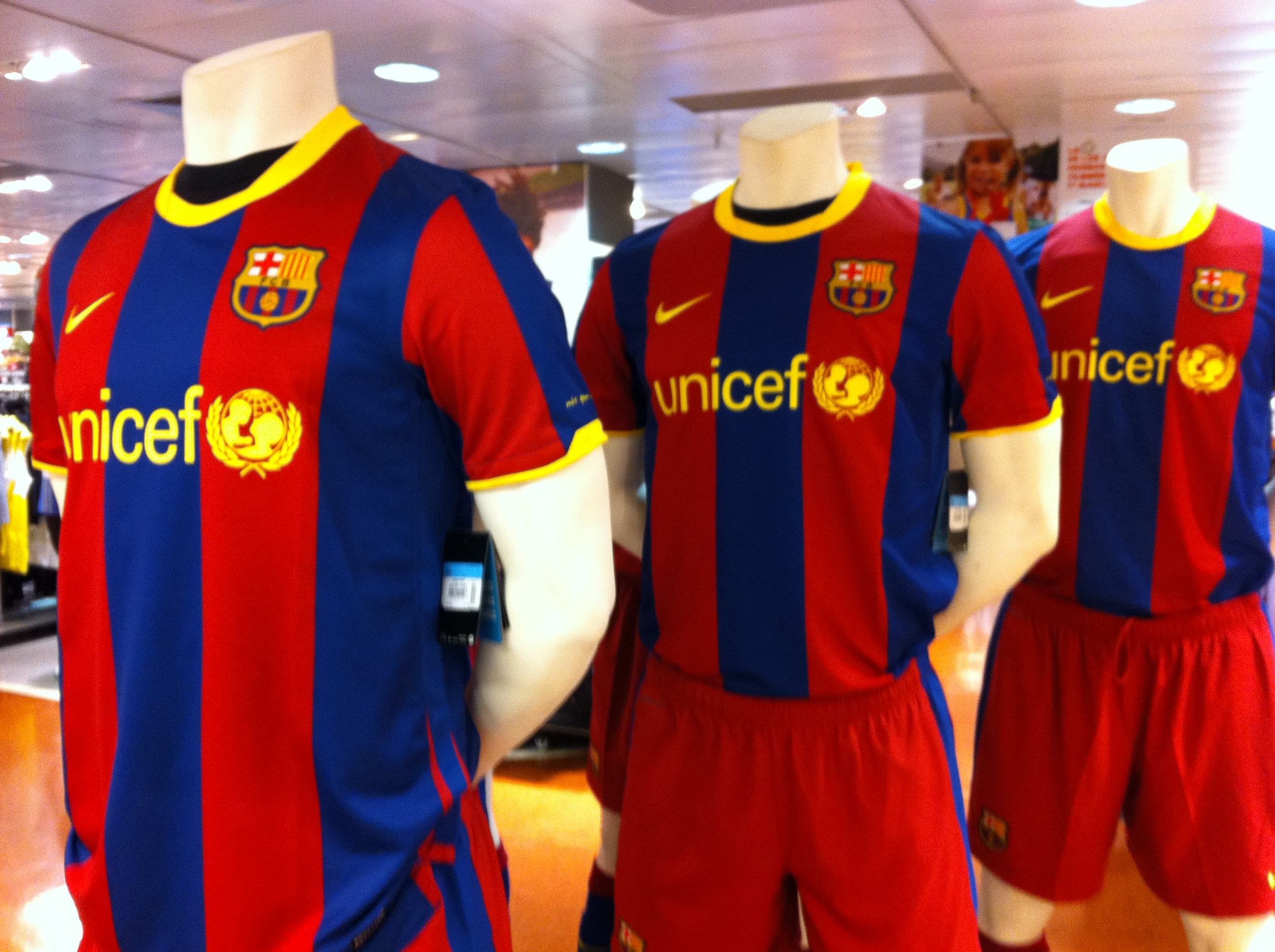
Equipació de la temporada 2010-11 està fabricada per Nike: és el proveïdor de l'uniforme més durador de la història dels blaugrana, des del 1998 fins avui.

El Barça va signar un contracte amb Nike l'any 1998 quan va acabar la relació comercial amb la italiana Kappa perquè fos el fabricant de l'equipació esportiva de club i que és vàlid a partir de la temporada de lliga 1998-1999 i durant els deu anys següents li reportarà un total de 21.000 milions de pessetes en el global del conveni. El 21 de juliol de 1998, durant l'estada de pretemporada als Països Baixos, el conjunt blaugrana, va lluir per primera vegada el seu nou uniforme de la marca esportiva Nike, contra l'equip neerlandès de l'AGOVV Apeldoorn, en el primer partit amistós de la pretemporada que van guanyar per 1-2.
El FC Barcelona i Nike van anunciar conjuntament el 27 d'octubre de 2006, l'ampliació del contracte que acabava al 31 de maig del 2008. L'ampliació va entrar en vigor l'1 de juny de 2008 i la seva durada seria de cinc anys fins al 2013, inclosa la possibilitat d'ampliar aquest cinc anys més fins 2018. Els termes monetaris de l'acord van ser que el Barça rebria 150 milions d'euros fixos globals, repartits en 30 milions d'euros lineals per any, més la suma de premis i cànons en funció dels títols guanyats i altres conceptes.
A més el FC Barcelona obtindria tots els ingressos pel marxandatge oficial dels seus productes venuts en botigues, que arribarien als 35 milions d'euros bruts l'any. Amb l'ampliació d'aquest contracte, a l'exercir Nike el Dret de tanteig, va quedar descartada l'oferta que va realitzar Puma per vestir esportivament al club, a partir de l'1 de juny de 2008 i l'oferta era de 127.500.000 d'euros globals en cinc anys, repartits progressivament d'aquesta manera: 22 milions el primer any, 23,5 milions el segon any, 25 milions el tercer any, 27 milions el quart any i 30 milions el cinquè any.
La primera vegada que el FC Barcelona va lluir el logotip d'Unicef va ser 12 de setembre de 2006 en el partit contra el Levski Sofia de la Champions disputat al Camp Nou. L'acord amb Unicef es va firmar per cinc temporades i va costar als socis 1,5 milions d'euros a l'any. Joan Laporta va defensar la rendibilitat d'aquesta aliança: «No hi pot haver una altra organització en el món que prestigiï tant la samarreta del Barça com Unicef i per altra banda, la magnitud d'una iniciativa com aquesta té un abast extraordinari i un valor incalculable per a nosaltres».
El 10 de desembre de 2010, es va fer públic un acord amb Qatar Foundation pel qual el club podria ingressar 170 milions d'euros, a partir de la temporada 2010/11 fins a l'any 2016 per lluir el logotip de la fundació. El contracte quedaria desglossat de la següent manera: La part fixa, seria la percepció de 15 milions d'euros en la temporada 2010/11 per drets comercials, encara no portant el logotip a la samarreta; més 30 milions d'euros lineals, cada any, en cinc temporades des de l'1 de juliol de 2011 fins al 30 de juny de 2016, en el període que ja apareix el logotip del patrocinador a la samarreta de club. La part variable, eren 5 milions d'euros, com bonus, en funció dels títols aconseguits durant l'acord. El patrocini de Qatar Foundation a la samarreta va convertir al club, per aquest concepte, en l'equip més ben pagat del món, pels ingressos de 30 milions d'euros per temporada.
El 16 de maig de 2011, el web del club i la premsa informen que el FC Barcelona i UNICEF van acordar ampliar la col·laboració existent que acabava al juny de 2011. El logo d'UNICEF seguirà existint a la samarreta en la temporada 2011/12, a la part posterior a sota el dorsal del jugador, ja que la part frontal estarà reservada a Qatar Foundation, nou patrocinador de l'equip, el logo estarà estampat a l'altura del pit. Al novembre de 2012, el club va informar que, com a part del seu acord amb Qatar Sports Investment, l'aerolínia Qatar Airways substituirà Qatar Foundation com a patrocinador principal a la samarreta des de la temporada 2013/14.
Nike i el FC Barcelona van anunciar en 9 de novembre de 2024 la renovació del contracte de patrocini fins al 2038 sense precisar imports econòmic, tot i que fonts del FC Barcelona l'avaluaven en 1.700 milions d'euros, depenent de variables no fetes públiques.

## Cronologia

### Primera
| 1899-1910 | 1910-13 | 1913-22 | 1922-39 | 1939-50 | 1950-80 | 1980-92 | 1992-95 | 1995-97 |

| 1997-98 | 1998-99 | 1999-00 | 2000-01 | 2001-02 | 2002-03 | 2003-04 | 2004-05 | 2005-06 |

| 2006-07 | 2007-08 | 2008-09 | 2009-10 | 2010-11 | 2011-12 | 2012-13 | 2013-14 | 2014-15 |

| 2015-16 | 2016-17 | 2017-18 | 2018-19 | 2019-20 | 2020-21 | 2021-22 | 2022-23 | 2023-24 |

| 2024-25 | 2025-26 |

### Segona
| 1899-1914 | 1914-22 | 1922-39 | 1939-50 | 1950-74 | 1974-82 | 1982-85 | 1985-91 | 1991-92 |

| 1992-95 | 1995-97 | 1997-98 | 1998-99 | 1999-01 | 2001-02 | 2002-03 | 2003-04 | 2004-05 |

| 2005-06 | 2006-07 | 2007-08 | 2008-09 | 2009-10 | 2010-11 | 2011-12 | 2012-13 | 2013-14 |

| 2014-15 | 2015-16 | 2016-17 | 2017-18 | 2018-19 | 2019-20 | 2020-21 | 2021-22 | 2022-23 |

| 2023-24 | 2024-25 | 2025-26 |

### Tercera
| 1998-99 | 1999-00 | 2001-02 | 2002-03 | 2003-04 | 2004-05 | 2005-6 | 2006-07 | 2007-08 |

| 2008-09 | 2009-10 | 2010-11 | 2011-12 | 2012-13 | 2013-14 | 2014-15 | 2015-16 | 2016-17 |

| 2017-18 | 2018-19 | 2019-20 | 2020-21 | 2021-22 | 2022-23 | 2023-24 | 2024-25 | 2025-26 |

### Alternativa
| 1955-57 C.Fires | 1991-92 | 1992-95 | Champions 1997-98 | Champions 1997-98 Visita | Trofeu Joan Gamper 2009 | 2019-2022 | Especial "Clàssic" 2021 | 2022-Act |